# Inhuman Rampage
| 전문가 평가      | 전문가 평가 |
| 평가 점수        | 평가 점수   |
| 출처             | 점수        |
| ---------------- | ----------- |
| AllMusic         | [ 1 ]       |
| Blabbermouth.net | [ 2 ]       |
| Kerrang!         | 4/별        |
| Sputnikmusic     | 4.0/5       |

《Inhuman Rampage》는 영국의 파워 메탈 밴드 드래곤포스의 세 번째 스튜디오 음반으로, 2005년 12월 28일, 로드러너 레코드를 통해 각각 첫 번째로 발매되었다. 첫 번째 싱글인 〈Through the Fire and Flames〉는 록 라디오와 퓨즈 TV 방송을 받았으며, 비디오 게임 《기타 히어로 3: 레전드 오브 락》, 《록 밴드 3》, 《록스미스 2014 에디션 - 리마스터드》에 플레이 가능한 트랙으로 등장했다. 이 음반은 데모니아크의 보컬리스트 린제이 도슨이 녹음한 거친 보컬이 돋보이는 밴드의 첫 번째 음반이며, 2005년 밴드를 탈퇴하고 음반 발매 전 프레데리크 르클레르크로 교체된 베이시스트 에이드리언 램버트가 마지막으로 참여한 음반이기도 한다.
《Inhuman Rampage》는 미국에서 《빌보드》 히트시커스 차트 1위, 빌보드 200 차트 103위에 올랐다. 이 음반은 영국에서 6만 장 이상 판매되어 영국 축음기 협회로부터 실버 인증을 받았으며 미국에서는 골드 인증을 받았다. 《메탈 해머》는 2016년 10개의 필수 파워 메탈 음반 목록에 이 음반을 포함시켰고, 《라우드와이어》는 이 음반을 역대 24번째로 좋은 파워 메탈 음반으로 선정했다.

## 제작
이 음반의 녹음은 2005년 2월부터 9월까지 서리주의 씬 아이스 스튜디오와 런던의 라머루저 스튜디오에서 진행되었다. Through the Fire and Flames 녹음 중 기타리스트 허먼 리는 기타 줄 중 하나를 끊었다. 그럼에도 불구하고 밴드는 이 녹음을 계속하기로 결정하고 마지막 음반 버전에 남겼다. 그 후 씬 아이스 스튜디오에서 칼 그룸, 샘 토트먼, 리, 바딤 프루자노프가 믹싱하고 칼 그룸과 리가 엔지니어링했다. 마스터링은 독일 베를린의 파워플레이 마스터링에서 에버하르트 쾰러가 맡았다. 2008년 9월 15일, 할 레너드에서 음반의 음악 필사본이 발매되었다.

## 곡 목록
| #  | 제목                            | 작사·작곡                   | 재생 시간 |
| -- | ------------------------------- | --------------------------- | --------- |
| 1. | 〈Through the Fire and Flames〉 | ZP 더트, 샘 토트먼          | 7:21      |
| 2. | 〈Revolution Deathsquad〉       | 토트먼                      | 7:51      |
| 3. | 〈Storming the Burning Fields〉 | 바딤 프루자노프             | 5:18      |
| 4. | 〈Operation Ground and Pound〉  | 토트먼, 더트                | 7:43      |
| 5. | 〈Body Breakdown〉              | 프루자노프, 허먼 리, 토트먼 | 6:57      |
| 6. | 〈Cry for Eternity〉            | 토트먼                      | 8:11      |
| 7. | 〈The Flame of Youth〉          | 리                          | 6:40      |
| 8. | 〈Trail of Broken Hearts〉      | 프루자노프, 토트먼, 더트    | 5:54      |

## 인증
| 국가                                                            | 인증 | 판매량/출하량 |
| --------------------------------------------------------------- | ---- | ------------- |
| 영국 (BPI)                                                      | 골드 | 100,000^      |
| 미국 (RIAA)                                                     | 골드 | 500,000       |
| ^출하량을 기반으로 한 인증 · 판매량+스트리밍을 기반으로 한 인증 |      |               |